# ونداربن (مقاطعة كلاردشت)
ونداربن (بالفارسية: ونداربن) هي قرية تقع في قسم كلاردشت الغربي الريفي (مقاطعة كلاردشت) في إيران. يقدر عدد سكانها بـ 5 نسمة .